# Robert Jacquinot
Robert Jacquinot (Aubervilliers, 31 de diciembre de 1893 - Bobigny, 17 de junio de 1980) fue un ciclista francés que corrió durants en 20 del siglo XX.
Sus éxitos más importantes fueran 4 victorias de etapa al Tour de Francia, dos el 1922 y dos más el año siguiente, edición en la cual vistió el maillot amarillo de líder durante una etapa.

## Palmarés
- 1913
  - 1.º en la Tolón-Niza
- 1920
  - 2.º en el Gran Premio de Marne
- 1921
  - 3.º en el Gran Premio Sporting
- 1922
  - 1.º en el Circuito de la Champagne
  - Vencedor de 2 etapas al Tour de Francia
  - 3.º en la París-Tours
- 1923
  - 1.º en la París-Saint Étienne
  - Vencedor de 2 etapas al Tour de Francia
  - 9.º en la París-Tours
- 1924
  - 7.º en el Gran Premio Wolber
- 1925
  - 6.º en el Gran Premio Wolber

### Resultados al Tour de Francia
- 1919. Abandona (2.ª etapa)
- 1920. Abandona (6.ª etapa)
- 1921. Abandona (3.ª etapa)
- 1922. Abandona (6.ª etapa). Vencedor de 2 etapas. Lleva el maillot amarillo durante 3 etapas
- 1923. 25.º de la clasificación general. Vencedor de 2 etapas. Lleva el maillot amarillo durante 1 etapa
- 1924. Abandona (7.ª etapa)
- 1925. Abandona (9.ª etapa)